# 의령 호미산성
의령 호미산성(宜寧 虎尾山城)은 대한민국 경상남도 의령군 정곡면 죽전리, 호미산의 정상부에 있는 산성이다. 1990년 12월 20일 경상남도의 기념물 제101호 호미산성으로 지정되었다가, 2018년 12월 20일 현재의 명칭으로 변경되었다.

## 개요
의령군 정곡면 죽전리에 있는 호미산의 정상부에 약 200m 가량의 흙으로 쌓아 올린 성의 흔적이 남아 있다.
이 산성을 쌓은 시기는 정확히 알 수가 없으나, 의령읍 하리 벽화산에 있는 벽화산성(碧華山城)과 비슷한 시기에 쌓은 것으로 추정된다.
이 산성은 임진왜란 때의 의병장인 망우당 곽재우(1552∼1617) 장군의 전적지 가운데 하나이며, 호미산은 산의 형태가 호랑이 꼬리를 닮았다 해서 얻은 이름이다.

## 현지 안내문
이곳 호미산(虎尾山)의 정상의 9부 능선을 따라 위치한 이 산성은 주변의 잡석을 이용해 쌓은 것이다. 남강 강변의 깎아지른 자연 절벽을 효과적으로 이용하면서 산봉우리를 중심으로 테두리처럼 둥글게 쌓은 이른바 테뫼식 산성이다. 지금은 약 200m에 이르는 토성의 흔적만이 정상 언저리에 남아 있다. 현재 성 안팎이 개간되어 밭으로 사용되면서 많이 훼손되었다.
이 산성을 쌓은 시기는 정확히 알 수가 없다. 그러나, 이 지역이 남강 강변에 위치하여 일찍부터 군사적 요충지 역할을 하였던 것으로 미루어, 가야 시대부터 성이 있었던 것 같다.  삼국시대의 고분군이 널리 분포되어 있어 이를 뒷받침해 주고 있다. 또 이 산성은 임진왜란 때 망우당 곽재우 장군이 유격전을 펼침으로써, 일본군의 서부 경남 진출을 막는 데 큰 역할을 하였던 것으로 전해진다. 호미산이라는 이름은 산의 형태가 호랑이 꼬리처럼 생긴 데서를 붙여진 이름이다.

## 같이 보기
- 임진왜란
- 곽재우

## 참고 자료
- 의령 호미산성 - 국가유산청 국가유산포털